# Gran Hotel (película de 1944)
Gran Hotel es una película mexicana de 1944 dirigida por Miguel M. Delgado, protagonizada por Cantinflas, Jacqueline Dalya y Josefina Martínez.

## Argumento
Cantinflas es un vago que es desalojado por no pagar la renta, luego de deambular consigue trabajo como botones (Bell Boy o el Trece) en el "Gran Hotel" por intermedio de una amiga llamada Carmelita, en el cual Mrs. White lo confunde con el duque de Alfanje, quien se encuentra de incógnito en el hotel, el robo de una joya complica más la situación.

## Reparto
- Cantinflas como Cantinflas, Bell Boy / El Trece.
- Jacqueline Dalya como Mrs. White
- Josefina Martínez como Carmelita.
- Luis G. Barreiro como Sr. Garnier
- Fernando Soto "Mantequilla" como Compadre de Cantinflas.
- Vicente Padula como Conde Zapattini.
- Conchita Gentil Arcos como Doña Estefanía.
- Rafael Icardo como Señor Polilla.
- Luz María Núñez como Eloisa.
- Ángel T. Sala como Agente secreto en hotel.
- Carlos Villarías como Don Pepe.
- Roberto Meyer como Agente de procuraduría.
- Roberto Corell como Maître.
- Estanislao Schillinsky como Recepcionista de hotel.
- Raúl Lechuga como el Duque de Alfanje/ empleado del hotel (no acreditado).
- Carolina Barret como Vecina (no acreditada).
- Roberto Cañedo como Cliente de restaurante (no acreditado).
- Fernando Curiel como Agente de policía (no acreditado).
- Pedro Elviro como Botones (no acreditado).
- Edmundo Espino como Vecino en posada (no acreditado).
- Irma Torres como Vecina en posada (no acreditada).
- Armando Velasco como Don Fulgencio (no acreditado).